# 木原研三
木原研三（きはら　けんぞう、1919年3月21日 - 2008年）は、英語学者、お茶の水女子大学名誉教授。
愛媛県出身。1941年東京帝国大学英文科卒、1942年中央気象台附属技術官養成所講師。1947年教授、1949年お茶の水女子大学助教授、1959年教授、1970年同附属高等学校校長、1971年文教育学部長、1983年定年退官、名誉教授。気象論文英訳の功績で気象庁から感謝状。1992年秋、勲三等旭日中綬章受勲。『コンサイス英和辞典』などの編纂で知られた。

## 著書
- 『英文法シリーズ 第24巻 呼応・話法』研究社出版 1956 3版

## 編著
- グローバル英和辞典 佐々木達、福村虎治郎共著 三省堂 1983
- 新コンサイス英和辞典 佐々木達共編 第2版 三省堂 1985
- ニューセンチュリー英和辞典 共編 三省堂 1987
- 新グローバル英和辞典 福村虎治郎共編 三省堂 1994
- 英語学人名辞典 佐々木達共編 研究社 1995
- グランドセンチュリー英和辞典 三省堂 2000
- コンサイス英和辞典 第13版 三省堂 2002

## 翻訳
- 英語学ライブラリー 65 英語文体論 アーロンシュタイン 土屋順子共訳 研究社出版 1974
- 辞書学 その原理と実際 R.R.K.ハートマン 加藤知己と監訳 三省堂 1984.11

## 参考
- 『人事興信録』1995年